# Discografia di Domenico Modugno
Le canzoni di Domenico Modugno sono state spesso reincise, ad esempio in ogni passaggio a una nuova casa discografica, per poter usufruire di canzoni sulle quali non si potevano esercitare i diritti di riproduzione, e includerle quindi su singolo o album, o, a volte, per reinterpretare in italiano canzoni incise in origine in dialetto; a ciò si aggiunga che le case discografiche ripubblicavano spesso la stessa canzone successivamente, e capitava che un brano di successo l'anno dopo venisse riutilizzato come lato B di una nuova canzone. Nella sezione della discografia riguardante i singoli da 7" si segnala se si tratta di reincisioni o ripubblicazioni.
I primi album dell'artista furono pubblicati in formato 25 cm, cioè leggermente più piccoli dei normali LP da 12": vennero pubblicati con questo formato i primi due per la RCA, e i seguenti della Fonit, LP 200, LP 201, LP 260, LP 261 e LP 278.
I CD riportati nella lista sotto non sono quelli antologici ma solo quelli contenenti (almeno in parte) materiale inedito, sia in studio sia dal vivo.

## Singoli

### 78 giri
- 1954 La cicoria/Ninna nanna (RCA Italiana, A25V 0001)
- 1954 Musciu niuru/Lu pupu (RCA Italiana, A25V 0002)
- 1954 La donna riccia/Lu pisce spada (RCA Italiana, A25V 0003)
- 1954 La sveglietta/La barchetta dell'ammuri (RCA Italiana, A25V 0004)
- 1954 Lu magu delle rose/Cavaddruzzu (RCA Italiana, A25V 0005)
- 1954 Sirinata a 'na dispittusa/Scarcagnulu (RCA Italiana, A25V 0006)
- 1954 Lu minaturi/Nina e lu capurale (RCA Italiana, A25V 0030)
- 1954 Cavaddu cecu de la minera/Ventu de sciroccu (RCA Italiana, A25V 0031)
- 1955 Ninna nanna de lu puparu/Lu sciccareddu 'mbriacu (RCA Italiana, A25V 0089)
- 1955 Vecchia chitarra/Lu tambureddu (RCA Italiana, A25V 0090)
- 1955 Lu sceccu lagnosu/Lu tamburru de la guerra (RCA Italiana, A25V 0123)
- 1955 Grillu 'nnammuratu/Datimi un paiu d'ali (RCA Italiana, A25V 0142)
- 1955 Lu marzianu/Attimu d'ammuri (RCA Italiana, A25V 0143)
- 1955 Magaria/Vitti 'na crozza (RCA Italiana, A25V 0157)
- 1955 Mese 'e settembre/Nisciuno po' sapè (RCA Italiana, A25V 0296)
- 1955 Vecchio Frack/Sole, sole, sole (RCA Italiana, A25V 0316)
- 1955 Cantu d'amuri/Tempu d'estati (RCA Italiana, A25V 0317)
- 1955 Musetto/Io, mammeta e tu (RCA Italiana, A25V 0464)
- 1956 Attimu d'ammuri/Lu tambureddu (Fonit, 15404)
- 1956 Lu minaturi/Ninna nanna (Fonit, 15405)
- 1956 La donna riccia/Magaria (Fonit, 15406)
- 1956 Lu sciccareddu 'mbriacu/Lu salinaru (Fonit, 15407)
- 1956 La sveglietta/Il girovago (Fonit, 15408)
- 1956 Io, mammeta e tu/Nisciuno po' sapé (Fonit, 15409)
- 1956 Vecchio frack/Musetto (Fonit, 15410)
- 1956 Lu pisce spada/La cicoria (Fonit, 15411)
- 1956 Zitto zitto doce doce/Cavaddu cecu de la minera (Fonit, 15412)
- 1956 Sole sole sole/Mese 'e settembre (Fonit, 15413)
- 1957 Don Fifì/Resta cu' mme (Fonit, 15610)
- 1957 La signora a fianco/La neve di un anno fa (Fonit, 15611)
- 1957 Lazzarella/Strada 'nfosa (Fonit, 15687)
- 1957 'O specchio/'A pizza c' 'a pummarola (Fonit, 15831)
- 1957 Ventu d'estati/Mariti in città (Fonit, 15832)
- 1957 Mariti in città/Resta cu' mme (Fonit, 15876)
- 1958 Nel blu dipinto di blu/Nisciuno po' sapé (Fonit Cetra, 15948)
- 1958 Nel blu dipinto di blu/Strada 'nfosa (Fonit Cetra, 15972)
- 1958 'O ccafé/Pasqualino maragià (Fonit Cetra, 16047)
- 1958 Io/Resta cu' mme (Fonit Cetra, 16074) - prima posizione per 5 settimane nel 1958/1959
- 1958 La sveglietta/Marinai donne e guai (Fonit Cetra, 16077)
- 1958 Mogli pericolose/Come prima (Fonit Cetra, 16093)
- 1958 Resta cu' mme/Io (Fonit Cetra, 16100)
- 1959 Piove (ciao ciao bambina)/Ventu d'estati (Fonit Cetra, 16114)
- 1959 Farfalle/Non restare fra gli angeli (Fonit Cetra, 16115)
- 1959 Piove (ciao ciao bambina)/Farfalle (Fonit Cetra, 16144)
- 1959 Notte lunga notte/Sole sole sole (Fonit Cetra, 16155) - prima posizione in classifica per 2 settimane

### 45 giri
- 1954 La donna riccia/Lu pisce spada (RCA Italiana, N 0003)
- 1955 Mese 'e settembre/Nisciuno po' sapè (RCA Italiana, N 0296)
- 1955 Vecchio frack/E vene 'o sole (RCA Italiana, N 0316)
- 1955 Cantu d'amuri/Tempu d'estati (RCA Italiana, N 0317)
- 1956 Musetto/Io, mammeta e tu (RCA Italiana, N 0464)
- 1957 La donna riccia/Musetto (Fonit Cetra, SP 30086; lato A reincisione di RCA Italiana, N 0003; lato B reincisione di RCA Italiana, N 0464)
- 1957 Io, mammeta e tu/Zitto zitto doce doce (Fonit, SP 30087; lato A reincisione di RCA Italiana, N 0464)
- 1957 Lazzarella/Strada 'nfosa (Fonit, SP 30136)
- 1958 Mariti in città/Resta cu' mme (Fonit Cetra, SP 30182)
- 1958 Nel blu dipinto di blu/Nisciuno po' sapé (Fonit Cetra, SP 30183)
- 1958 Nel blu dipinto di blu/Strada 'nfosa (Fonit Cetra, SP 30208; lato B stessa versione di SP 30136; stampato in vinile azzurro)
- 1958 Nel blu dipinto di blu/Vecchio frack (Fonit Cetra, SP 30222; lato B reincisione di RCA Italiana, N 0316; stampato in vinile azzurro)
- 1958 Nel blu dipinto di blu/Lazzarella (Fonit Cetra, SP 30223; lato B stessa versione di SP 30136; stampato in vinile azzurro)
- 1958 Vecchio frack/La sveglietta (Fonit Cetra, SP 30263; lato A stessa versione di SP 30222)
- 1958 'O ccafé/Pasqualino maragià (Fonit Cetra, SP 30301)
- 1958 Resta cu' mme/'O ccafé (Fonit Cetra, SP 30356;lato A stessa versione di 30182; lato B stessa versione di SP 30301)
- 1958 Strada 'nfosa/Pasqualino maragià (Fonit Cetra, SP 30357; lato A stessa versione di SP 30136 e SP 30208; lato B stessa versione di 30301)
- 1958 La sveglietta/Marinai donne e guai (Fonit Cetra, SP 30358; lato A stessa versione di SP 30263)
- 1958 Io/Stay here with me (Fonit Cetra, SP 30391; lato B versione in inglese di Resta cu'mme )
- 1958 Io/Nisciuno po' sapé (Fonit Cetra, SP 30399; lato A stessa versione di SP 30391)
- 1958 Mogli pericolose/Come prima (Fonit Cetra, SP 30435)
- 1958 Resta cu' mme/Io (Fonit Cetra, SP 30440;lato A stessa versione di 30182; lato B stessa versione di SP 30391)
- 1958 Io/Come prima (Fonit Cetra, SP 30457; lato A stessa versione di SP 30391; lato B stessa versione di SP 30435)
- 1958 Mese 'e settembre/Ventu d'estati (Fonit Cetra, SP 30485; lato A reincisione di RCA Italiana N 0296)
- 1959 Piove (ciao ciao bambina)/Ventu d'estati (Fonit Cetra, SP 30492; lato B stessa versione di SP 30485)
- 1959 Farfalle/Non restare tra gli angeli (Fonit Cetra, SP 30493)
- 1959 Piove (ciao ciao bambina)/Farfalle (Fonit Cetra, SP 30523; stampato in vinile bianco; lato A stessa versione di SP 30492; lato B stessa versione di SP 30493)
- 1959 Sole sole sole/La signora a fianco (Fonit Cetra, SP 30533)
- 1959 Notte lunga notte/Sole sole sole (Fonit Cetra, SP 30571; lato B stessa versione di SP 30533)
- 1959 O cangaceiro/Non sei più la mia bambina (Fonit Cetra, SP 30596)
- 1959 Milioni di scintille/Come prima (Fonit Cetra, SP 30639)
- 1959 La sveglietta/La cicoria (RCA Camden, CP 29; ristampa di versioni pubblicate nel 1954 su 78 giri)
- 1959 Mese 'e settembre/Ninna nanna (RCA Camden, CP 30; ristampa di versioni pubblicate nel 1954 su 78 giri)
- 1959 Vitti 'na crozza/Musciu niuru (RCA Camden, CP 31; ristampa di versioni pubblicate nel 1954 su 78 giri)
- 1959 Vecchio frack/E vene 'o sole (RCA Camden, CP 79; ristampa di versioni pubblicate nel 1955 su 78 giri e 45 giri)
- 1959 Una testa piena di sogni/Mese 'e settembre (Fonit Cetra, SP 30632)
- 1959 La neve di un anno fa/Don Fifì (Fonit Cetra, SP 30863)
- 1960 Libero/Nuda (Fonit Cetra, SPM 1)
- 1960 Libero/Più sola (Fonit Cetra, SPM 2; lato A stessa versione di SPM1)
- 1960 Nel bene e nel male/Hello amore (Fonit Cetra, SPM 3)
- 1960 Olympia/Più sola (Fonit Cetra, SPM 4)
- 1960 Mi dai la carica/Olympia (Fonit Cetra, SPM 5; lato B stessa versione di SPM 4)
- 1960 'O sole mio/Olympia (Fonit Cetra, SPM 6; lato B stessa versione di SPM 4 e di SPM 5)
- 1960 Notte di luna calante/Più sola (Fonit Cetra, SPM 7; lato B stessa versione di SPM 2 e di SPM 4)
- 1960 Corriamoci incontro/Notte di luna calante (Fonit Cetra, SPM 8; lato B stessa versione di SPM 7)
- 1960 Sì sì sì/Ojalá (Fonit Cetra, SPM 9)
- 1960 Femmine di lusso/Marinai donne e guai (Fonit Cetra, SPM 10; lato B stessa versione di SP 30358)
- 1961 Giovane amore/Mafia (Fonit Cetra, SPM 11)
- 1961 Micio nero/Dalla mia finestra sul cortile (Fonit Cetra, SPM 12)
- 1961 Sogno di mezza estate/Ora che sale il giorno (Fonit Cetra, SPM 13)
- 1961 'Na musica/Nu' me di' niente (Fonit Cetra, SPM 14)
- 1961 Micio nero/Ninna nanna (RCA Italiana, PM 0156)
- 1961 La novia/Sogno di mezza estate (Fonit Cetra, SPM 15)
- 1961 Disco pubblicitario per la Fiat 1300: La milletré/Radio cronaca milletré (Fonit Cetra, SPM 16; sul lato B presentazione dell'automobile)
- 1962 Selene/Notte chiara (Fonit Cetra, SPM 21; con Eddie Fisher)
- 1962 Addio... Addio.../Lupi e pecorelle (Fonit Cetra, SPM 22)
- 1962 La notte del mio amor/Cicoria twist (Fonit Cetra, SPM 23)
- 1962 Stasera pago io/Bagno di mare a mezzanotte (Fonit Cetra, SPM 27)
- 1963 Lettera di un soldato/Alleluja (Fonit Cetra, SPM 28)
- 1963 Io peccatore/Non ho saputo legarti a me (Fonit Cetra, SPM 29)
- 1964 Che me ne importa a me/Bellissima (Fonit Cetra, SPM 30)
- 1964 Tu si' 'na cosa grande/'mparame a vulè bene (Curci, Sp 1006)
- 1964 Tu si' 'na cosa grande/Tu si 'o mare (Fonit Cetra, SPM 33)
- 1965 Un pagliaccio in paradiso/No bambina mia (Curci, Sp 1007)
- 1965 Come si fa a non volerti bene/La commedia è finita (Curci, Sp 1009)
- 1965 Una tromba d'argento/18 agosto (Curci, Sp 1010)
- 1965 Vieni via amico mio/Ditele che sono felice (Curci, Sp 1011)
- 1965 L'avventura/'nnammurato 'e te/Lacrime d'amore (Curci, Sp 1012)
- 1966 Dio, come ti amo!/Io di più (Curci, Sp 1014)
- 1966 Santo Valentino/Non piangere Maria (Curci, Sp 1015)
- 1966 Sole malato/Resta cu mme (Curci, Sp 1016)
- 1967 Sopra i tetti azzurri del mio pazzo amore/Sole malato (Curci, Sp 1017)
- 1967 'o Vesuvio/Sona sona sona (Curci, Sp 1019)
- 1967 La paura di perderti/Devi avere fiducia in me (Curci, Sp 1020)
- 1968 Piove/Vecchio frack (Curci, Sp 1021)
- 1968 La banda borracha/Resta cu mme (Curci, Sp 1022)
- 1968 Cosa sono le nuvole/Notte chiara (Curci, Sp 1023)
- 1968 Meraviglioso/Non sia mai (RCA Italiana, PM 3437)
- 1968 Il posto mio/Mi sei entrata nell'anima (RCA Italiana, PM 3440)
- 1969 Ricordando con tenerezza/Il minatore (RCA Italiana, PM 3502)
- 1969 Simpatia/Vecchio frack (RCA Italiana, PM 3504)
- 1969 Come hai fatto/Simpatia (RCA Italiana, PM 3506, stesso numero di catalogo del successivo)
- 1969 Come hai fatto/Tu si' 'na cosa grande (RCA Italiana, PM 3506, stesso numero di catalogo del precedente)
- 1970 La lontananza/Ti amo, amo te (RCA Italiana, PM 3525)
- 1970 La gabbia/Dove, come e quando (RCA Italiana, PM 3567)
- 1971 Come stai/Questa è la facciata B (RCA Italiana, PM 3574)
- 1971 Tuta blu/Amaro fiore mio (RCA Italiana, PM 3594)
- 1971 Dopo lei/Meraviglioso (RCA Italiana, PM 3633)
- 1972 Un calcio alla città/Lu brigante (RCA Italiana, PM 3641)
- 1972 Domani si incomincia un'altra volta/Tamburo della guerra (RCA Italiana, PM 3656)
- 1973 Amara terra mia/Sortilegio di luna (RCA Italiana, PM 3695)
- 1973 L'anniversario/Appendi un nastro giallo (RCA Italiana, PM 3725)
- 1974 L'avventura/Cavallo bianco (RCA Italiana, TPBO 1011)
- 1974 Questa è la mia vita/Cavallo bianco (RCA Italiana, TPBO 1022)
- 1974 La sbandata/La risvegliata (RCA Italiana, TPBO 1086)
- 1975 Piange... il telefono/L'avventura (Carosello, CI 20390)
- 1975 Il maestro di violino/Domenica (Carosello, CI 20404)
- 1976 Malarazza/Né con te né senza di te (Carosello, CI 20419)
- 1976 L'anniversario/Resta cu' mme (Carosello, CI 20429)
- 1977 Il vecchietto/Un male cane (Carosello, CI 20441)
- 1977 A casa torneremo insieme/Io ti troverò (Carosello, CI 20453)
- 1978 'Na bbella malatia/Cucciola (Carosello, CI 20465)
- 1979 Giorno per giorno/Che cosa è un bacio (Carosello, CI 20482)
- 1980 Giorno per giorno (sognando un'isola)/Né con te, né senza di te (Carosello, CI 20484)
- 1980 Pomeriggio di favola/Giorno per giorno (Carosello, CI 20488)
- 1981 Viva l'America/Vecchio frack (Carosello, CI 20494)
- 1982 Ballata per un matto/Quando un amico se ne va (Carosello, CI 20505)
- 1982 Adesso non pensarci più/Ballata per un matto (Carosello, CI 20505; stesso numero di catalogo del precedente)
- 1983 Io vivo qui/Oceano/Io (Carosello, CI 20514)
- 1984 Un amore mai/Terramante (Bandem, ZBBA 7355)
- 1984 Pazzo amore/Nel blu dipinto di blu (Volare) (Panarecord, P 7332)

## Album in studio

### 16 giri
- 1958 Domenico Modugno (Fonit, LP.1)

### 33 giri 25 cm
- 1955 I successi di Domenico Modugno I (RCA Italiana, A10V 0029)
- 1955 I successi di Domenico Modugno II (RCA Italiana, A10V 0030)
- 1956 Domenico Modugno e la sua chitarra - Un poeta un pittore un musicista (Fonit Cetra, LP 200)
- 1956 Domenico Modugno e la sua chitarra nº 2 - Un poeta un pittore un musicista (Fonit Cetra, LP 201)
- 1958 La strada dei successi (Fonit Cetra, LP 260)
- 1958 Domenico Modugno (Fonit Cetra, LP 261) (Album con un lato in italiano e un lato in francese)
- 1958 Domenico Modugno (Fonit Cetra, LP 278)

### 33 giri 30 cm
- 1958 Domenico è sempre Domenico (RCA Italiana, PML 10019)
- 1959 Domenico Modugno (Fonit Cetra, LP 20003)
- 1960 Domenico Modugno (Fonit Cetra, LP 20011)
- 1961 Modugno (Fonit Cetra, LP 20015)
- 1961 Rinaldo in campo (Fonit Cetra, LP 20016; con Delia Scala, Franco Franchi e Ciccio Ingrassia)
- 1962 Domenico Modugno (Fonit Cetra, LP 20022)
- 1963 Tutto è musica (Fonit Cetra, LPR 20024)
- 1963 Modugno siciliano (Fonit Cetra, LPQ 09006)
- 1964 Modugno (Fonit Cetra, LPQ 09014)
- 1966 Dio, come ti amo (Curci, SPLP 901)
- 1967 Modugno (Curci, SPLP 902)
- 1968 Domenico Modugno (RCA Italiana, PSL 10433)
- 1970 Domenico Modugno (RCA Italiana, PSL 10468)
- 1971 Con l'affetto della memoria (RCA Italiana, PSL 10513)
- 1972 Tutto Modugno (RCA Italiana, PSL 10552; edizione di sei dischi con alcune reincisioni del repertorio Fonit Cetra e Curci)
- 1973 Il mio cavallo bianco (RCA Italiana, DPSL 10616)
- 1975 Piange... il telefono e le più belle canzoni di Domenico Modugno (Carosello, CLN 25057)
- 1976 L'anniversario (Carosello, CLN 25066)
- 1977 Dal vivo alla Bussoladomani (Carosello, CLN 25077)
- 1978 Cyrano (Carosello, CLN 25081)
- 1984 Pazzo amore (Panarecord, 33311)

### CD
- 1997 L'arca di Modugno (BMG, 74321451062)
- 1997 Io, Domenico Modugno "Inedito" (CGD East West, 3984-21417-2)
- 2001 Domenico Modugno Live@Rtsi (RTSI/Edel Music; registrato il 7 gennaio 1981 dal vivo alla televisione della Svizzera Italiana; nel 2006 è stato pubblicato il DVD della stessa esibizione)
- 2006 Domenico Modugno Radio Show (Twilight Music/RAI, serie Via Asiago 10, TWI CD AS 06 23, antologia di registrazioni televisive da vivo)

## EP
- 1954 La cicoria/Ninna nanna/Musciu niuru/Lu pupu (RCA Italiana, A72V 0035)
- 1954 La donna riccia/Lu pisce spada/La sveglietta/La barchetta dell'ammuri (RCA Italiana, A72V 0036)
- 1954 Lu magu delle rose/Cavaddruzzu/Sirinata a 'na dispittusa/Scarcagnulu (RCA Italiana, A72V 0037)
- 1955 Sole, sole, sole/Mese 'e settembre (RCA Italiana, A72V 0048)
- 1955 Cavaddu cecu de la minera/Lu minaturi/Nina e lu capurali/Tempu d'estati (RCA Italiana, A72V 0067)
- 1956 Io, mammeta e tu/Magaria/La donna riccia/Nisciuno po sapè (Fonit, EP 4118)
- 1956 Lu pisci spada/Attimu d'ammuri/La cicoria/Tambureddu
- 1956 La sveglietta/Lu minaturi/Il girovago/Ninna nanna
- 1956 Zitto zitto doce doce/Vecchio Frack/Cavaddu cecu de la minera/Musetto
- 1956 Lu sciccareddu 'mbriacu/Sole sole sole/Lu salinaru/Mese 'e settembre
- 1957 Lazzarella/Strada 'nfosa/Resta cu'mme/La signora a fianco
- 1957 O specchio/A pizza ca pummarola/Ventu d'estati/Mariti in città
- 1958 Nel blu dipinto di blu/A pizza ca pummarola/Ventu d'estati/Mariti in città
- 1958 Io/Resta cu'mme/Marinai, donne e guai/Pasqualino Maragià
- 1958 Piove (ciao ciao bambina)/Farfalle/Non restare tra gli angeli/Mogli pericolose
- 1959 Notte lunga notte/Milioni di scintille/Una testa piena di sogni/La sveglietta
- 1959 Vecchio Frack/Apocalisse/Le morte chitarre/Nisciuno po sape
- 1960 Nel bene nel male/Più sola/Libero/Hello amore
- 1960 Corriamoci incontro/O sole mio/Notte di luna calante/Olympia
- 1961 Giovane amore/Si si si/Mafia/Ojalà

## Raccolte
- 1991 L'amore e l'allegria (Carosello, CLN 25156)
- 2024 Come in un sogno di mezza estate (Sony Music)

## Discografia fuori dall'Italia
Sono riportate le più diffuse tra le numerose produzioni discografiche di Modugno distribuite esclusivamente fuori dal suo paese d'origine.

### Stati Uniti
Album
- 1958 Domenico Modugno: a sicilian in Paris (Jubilee Records, JLP 1084)
- 1958 Nel blu dipinto di blu (volare) and other Italian favorites (Decca Records, DL 8808)
- 1959 Encore!Domenico Modugno (Decca Records, DL 8853)
- 1960 Viva Italia! (Decca Records, DL 4133)
- 1978 Modugno sings Modugno (United Artists - Serie International, UNS 15528)

Singoli
- 1958 Nel blu dipinto di blu/Mariti in città (Decca Records, 9-30677)
- 1958 Io/Stay here with me (Decca Records, 9-30747)
- 1960 The bandit/Notte lunga notte (Decca Records, 9-30950)
- 1968 Meraviglioso (Marvelous - in inglese)/Meraviglioso (in italiano) (RCA Victor, 47-9502)

EP
- 1958 Un sicilien a Paris (Jubilee Records, EP 5064)

### Gran Bretagna
Album
- 1959 Domenico Modugno (Oriole, MG 10023)

Singoli
- 1958 Volare (Nel blu dipinto di blu)/Nisciuno po' sapé (Oriole, 5000)
- 1958 Come prima/Mariti in città (Oriole, CB 1475)
- 1959 Piove/Stay Here with Me (Oriole, CB 1489)
- 1959 Notte lunga notte/Sole sole sole (Oriole, CB 1513)

### Francia
Album
- 1956 Le chanteur sicilien: Domenico Modugno accompagné par F. Charpin et son trio (Barclay, 80056 in formato LP e 80065 in formato 25 cm)
- 1957 Domenico Modugno s'accompagnant à la guitare (Barclay, 80058)
- 1975 23 grands success de Domenico Modugno (Vogue, DP 53)

EP
- 1956 Un sicilien a Paris (Barclay, 70060)
- 1956 Un sicilien a Paris II (Barclay, 70061)
- 1957 Un sicilien a Paris III (Barclay, 70066)
- 1960 Piove (Pathe, 45 EA234)

Singoli
- 1968 Meraviglioso/Non sia mai (RCA, 49.538)
- 1972 Tuta blu/Amaro fiore mio (RCA, 49.892)

### Belgio
- 1970 La lontananza/Nel blu dipinto di blu (RCA, 6176)

### Spagna
Album
- 1963 El gran Domenico Modugno canta en Castellano (RCA, RCA 4010)
- 1974 Mi caballo blanco (RCA, TPL1-1041)
- 1975 El telefono llora (Poplandia PS 30114)
- 1976 Domenico Modugno

Singoli
- 1966 Dio come ti amo/Io di più (Belter, 7242)
- 1968 En mi lugar/Esta llegando a mi alma (RCA Victor, 3.10282)
- 1969 Como has hecho/Recordando con ternura (RCA Victor, SGAE 3-10532)
- 1970 La distancia es como el viento/Te amo, amo a ti (RCA Victor, SGAE 3-10547)
- 1973 Amarga tierra/Sortilegio de luna (RCA Victor, TPBO 9034)
- 1975 Llora el teléfono/L'avventura (RCA Victor, POP P-30588)
- 1976 El aniversario/Mia figlia (RCA Victor, SPBO 7090)
- 1976 El maestro del violín/Domingo (RCA Victor, SPBO 7105)
- 1977 A casa volveremos juntos/El aniversario (RCA Victor, SPBO 7114)

EP
- 1959 Marinai donne e guai (Telefunken, TFK 51057)
- 1963 Stasera pago io (Fonit Iberofon, 6042)
- 1964 Disperato tango (Fonit Iberofon, 6046)
- 1967 Sopra i tetti azzurri del mio pazzo amore (Belter, 52.758)

### Germania
Album
- 1973 Amara terra mia - The best of Domenico Modugno (RCA Victor, CSP 10401)

Singoli
- 1959 Piove/Mariti in città (Polydor, 66 908)
- 1960 Libero/Romantica (Polydor, 67 235)
- 1963 Lettera di un soldato/Alleluja (CNR, F 342)
- 1971 Tuta blu/Amaro fiore mio (RCA Victor, 74-16116)
- 1972 Amara terra mia/Lu brigante (RCA Victor, 74-16229)
- 1975 Da weint das Telefon/Ciao ciao bambina (BASF, 06 19265-7)

### Argentina
Album
- 1959 En el cielo pintado de azul (Fonit, 12043)
- 1961 Este es Domenico Modugno (Fonit, 12085)
- 1963 El gran Domenico Modugno (RCA, AVL 3158)
- 1964 Modugno (Fermata Records, PLF 1001)
- 1967 Modugno (Music Hall, MH 2.212)
- 1968 El gran Domenico Modugno (RCA Victor, 3158)
- 1970 Domenico Modugno (RCA, AVL 3940)
- 1972 Lo mejor de Modugno en castellano (RCA, CAS 3373)
- 1975 Modugno (Tenene Ssee, 5026)
- 1976 Processo all'amore (RCA, 4434)
- 1977 Domenico Modugno (Alter, ATL 9032)

Singoli
- 1959 Piove (ciao ciao bambina)/Ventu d'estati (Fonit, SP30492)

EP
- 1956 La sveglietta (RCA, 148)
- 1959 Io (Fonit, 24)

### Brasile
Album
- 1959 A sensação mundial da atualidade! (Sinter, SLP 3758)
- 1959 Io (Sinter, SLP 3763)
- 1960 Nuovi successi (Sinter, SLP 3768)
- 1971 Domenico Modugno (Premier, PRLP 1123)
- 1977 L'anniversario (Pickwik, 308.0035)

Singoli
- 1973 Amara terra mia/Sortilegio di luna (RCA, 1017037)

EP
- 1970 La lontananza (RCA, LCD3161)

### Uruguay
Album
- 1966 Dio come ti amo (Antar, LTD 8012)

Singoli
- 1958 De azul pintado de azul/Pizzica pizzica po (Fonit, 80034)

### Giappone
Album
- 1977 Piange il telefono (Seven seas, GP 589)
- 1978 L'anniversario - Il maestro di violino (Seven seas, GP 658)
- 1979 Domenico Modugno (Seven seas, GXC 105)

Singoli
- 1980 Nel blu dipinto di blu/Piove (Seven seas, K07S-7104)

### Romania
- 1962 Recital di Domenico Modugno (Electred, EDE 0124). Si tratta di un disco dal vivo, non pubblicato in Italia, che mostra come gli arrangiamenti delle canzoni dal vivo fossero molto diverse dalle versioni realizzate in sala d'incisione.

### Russia
- 1959 Nel blu dipinto di blu/Piove (Kirkes, 7854)

### Finlandia
- 1960 Nel blu dipinto di blu/Musetto (Tono Mirko, STV 43856)

### Messico
Album
- 1972 La distancia es como el viento (RCA Victor/MIL/S, 4095)

Singoli
- 1973 Como has hecho/Amarga flor mía (RCA Victor, MKE 1446)

### Cile
Album
- 1966 Dio, come ti amo (Girsa, GFS-1)
- 1977 Domenico Modugno (Banglad Records, LPL284)

Singoli
- 1961 Si si si/Ojala (Fonit, PS-1001)
- 1969 Como has hecho/Recordando con tentura (RCA Victor, 311687)
- 1970 La distancia es como el viento/Te amo, amo ti (RCA Victor, 311727)
- 1975 El telefono llora/El vejo frac (Banglad Records, C-322-S)

### Venezuela
- 1966 Dio come ti amo (Venevox)
- 1970 Domenico Modugno (RCA, AVL 3940)

### Perù
Album
- 1977 Dal vivo alla Bussoladomani (Pandora, 7502)

Singoli
- 1964 Reggio Calabria/Diciassettemilalire (Fonit, SPM 34)

### Turchia
- 1971 Come stai/Questa è la facciata B (RCA, 71905)

### Portogallo
Singoli
- 1981 Giorno per giorno/Che cos'è un bacio (Roda, RS 681)

EP
- 1973 L'anniversario/Cavallo bianco/Noi lo chiamavamo amore/E dio creo la donna (RCA Victor, YPPE1-702)

### Norvegia
Singoli
- 1973 Io/Farfalle (Polydor, 66914)

## Voci correlatate
- Brani musicali di Domenico Modugno